# Баабе
Баабе (нім. Baabe) — громада в Німеччині, розташована в землі Мекленбург-Передня Померанія. Входить до складу району Передня Померанія-Рюген. Складова частина об'єднання громад Менхгут-Граніц.
Площа — 2,26 км2. Населення становить 954 ос. (станом на 31 грудня 2020).

## Галерея

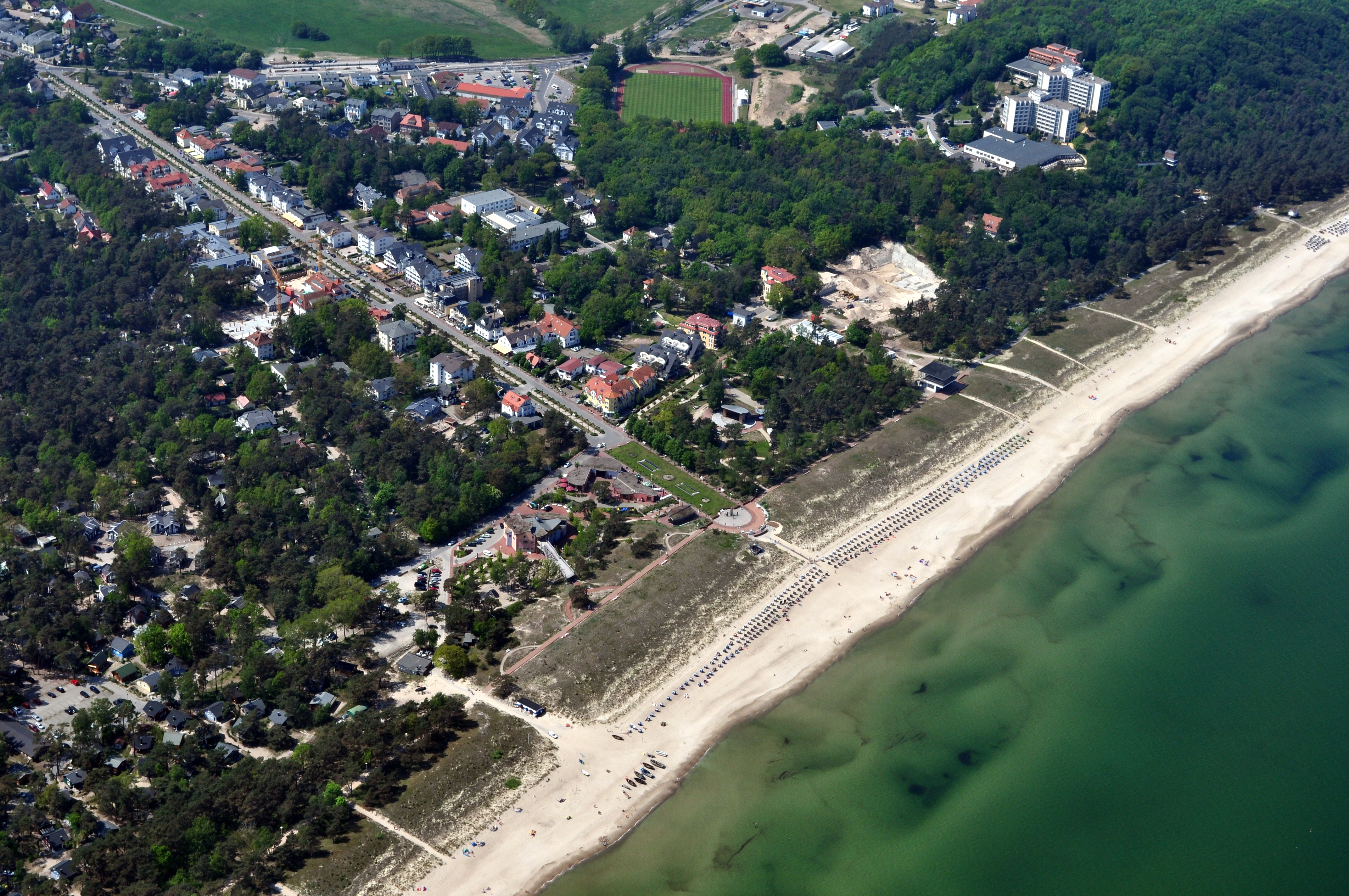
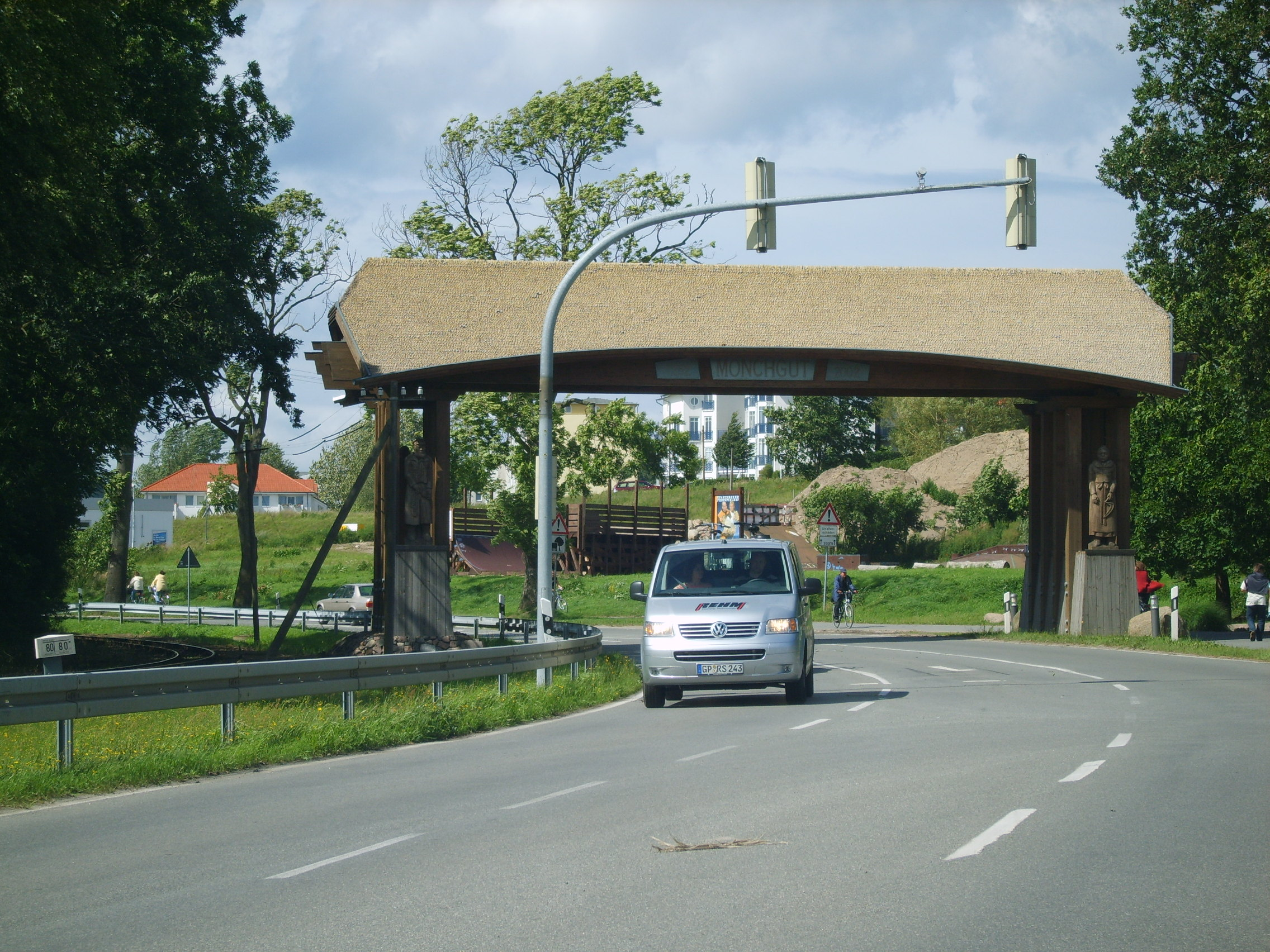
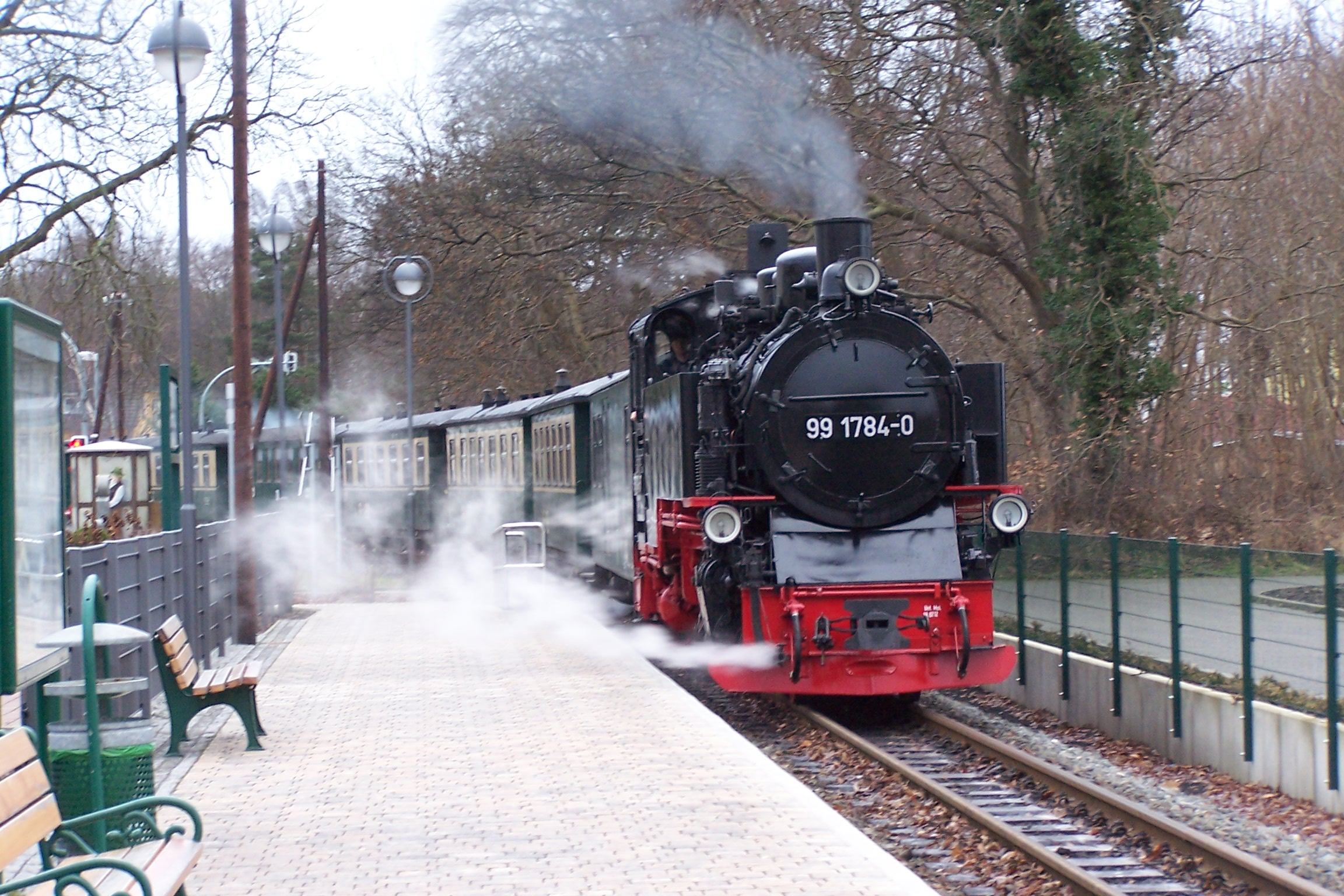
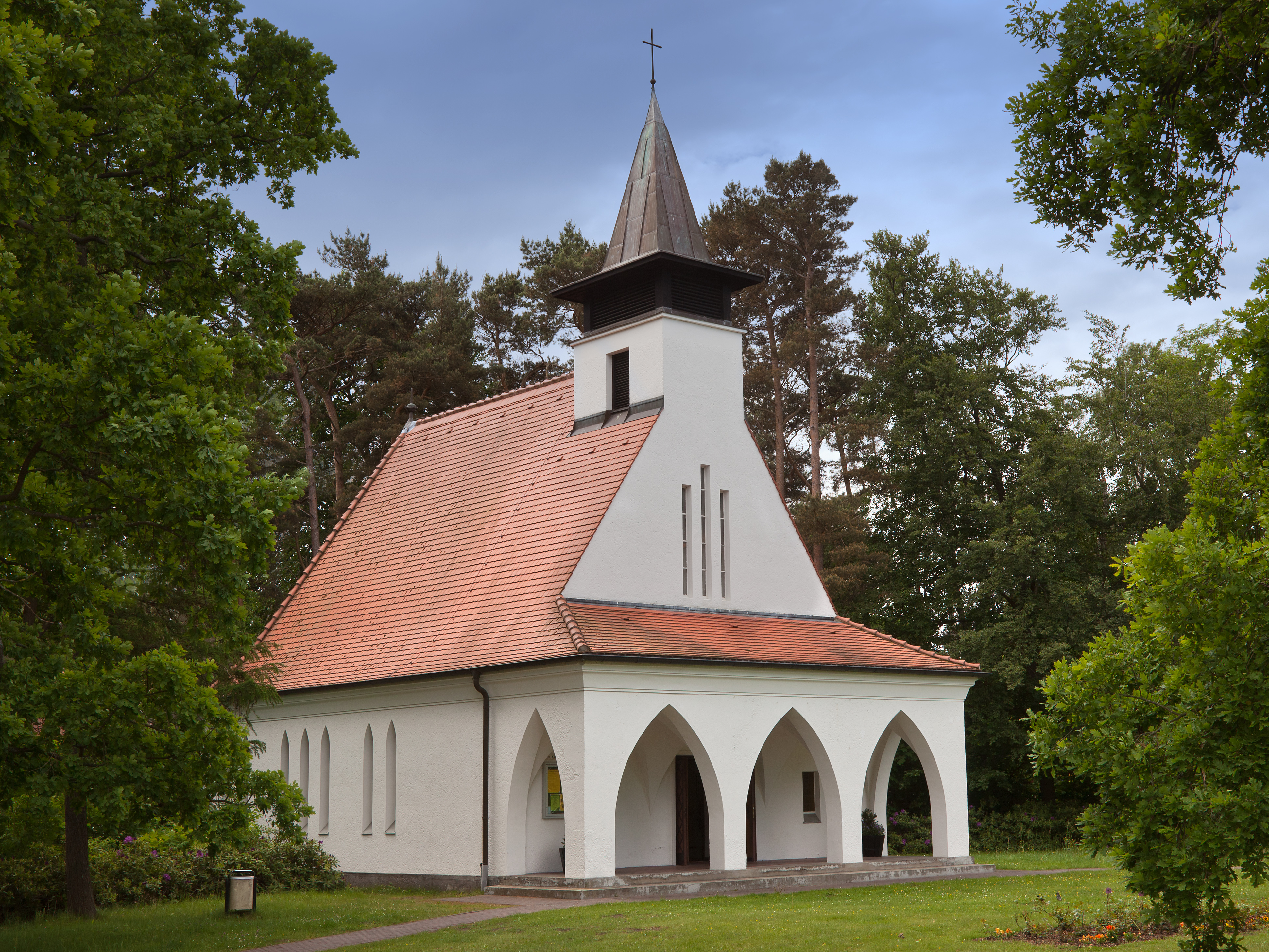